# Heráldica de la Universidad de Columbia
La heráldica de la Universidad de Columbia consiste en el sello oficial y el escudo de armas de la Universidad de Columbia, entre otros emblemas correspondientes a distintas entidades dentro de la institución. 
El sello de Columbia fue adoptado en 1755, poco después de la fundación del instituto (siendo en aquella época un elemento imprescindible para todas las universidades). El mismo sigue vigente a día de hoy, con muy pocas alteraciones realizadas a lo largo de su historia. El escudo de Columbia, en cambio, fue adoptado en 1949, cuando resultó necesario contar con un emblema oficial que representara a la institución, de forma similar a otras instituciones académicas.
Mientras que cada escuela o facultad de la Universidad de Columbia ha adoptado una variedad particular del escudo de armas (en el caso de la Facultad de Estudios Generales, tratándose incluso de un emblema basado en el escudo original de la universidad, de 1950), el sello de Columbia es el mismo para todas las entidades que integran la universidad, salvo la escuela de medicina (College of Physicians and Surgeons), la cual usa una variedad propia del mismo sello.
Se trata del primer sello universitario de Estados Unidos en emplear palabras tanto en latín como en griego, y el único que las combina con palabras en hebreo. Las tres se consideran lenguas clásicas por las universidades norteamericanas.

## Sello
El sello de la Universidad de Columbia fue adoptado por el Consejo de Administración de la Universidad de Columbia (Boards of Trustees) el 3 de junio de 1755, durante el primer aniversario de su fundación, habiendo sido diseñado por su primer rector, Samuel Johnson. El uso del sello se ha relegado a la autentificación de actos oficiales, aunque se ha convertido en todo un símbolo relacionado con la historia y el prestigio de la institución.

### Interpretación
En el centro del sello se encuentra una dama sentada en el trono del rectorado, con varios niños que la rodean, representando al alumnado de la universidad. Su desnudez simboliza el estado puro e ineducado de los alumnos a su ingreso en la universidad, siendo además elementos comunes en el arte religioso europeo de la época. La dama coge de la mano a uno de los niños, mientras que en la otra sostiene un libro abierto con las palabras griegas λόγια ζῶντα —oráculos de vida— el epíteto dado por San Esteban a las sagradas escrituras (Hechos 7:38). Esta conexión entre el niño cogido de una mano y el libro en la otra representa la transmisión de la sabiduría y la virtud al alumno a través de la enseñanza (representa por la dama y su actitud benevolente).
Por encima del hombro izquierdo de la dama aparece el nombre hebreo אוּרִיאֵל, que sale de su boca, y cuyo significado es «Dios es mi luz» (Salmos 27:1). De este modo la dama expresa el reconocimiento de Dios como fuente de la luz, tanto natural como de la revelación, aplicada a los conocimientos y la enseñanza. Detrás de las colinas, en el fondo del sello, aparece la imagen del sol saliente, haciendo referencia al Sol de la Justicia (Mal 4:2), que «nace con la salud (o curación) entre sus alas».
Debajo de los personajes aparece la escritura I·PET·II·1·2·&c·, que hace referencia a la Primera Epístola de Pedro, expresando el talante con el que los alumnos van en búsqueda de la verdadera sabiduría.
En la parte superior del escudo aparece el tetragrámaton hebreo יהוה (Yahveh) dentro de una aureola de rayos («los rayos de la gloria») de forma triangular, cuya punta inferior toca la cabeza de la dama, representando la entrega de la sabiduría por Dios. A ambos lados de la aureola aparece el lema de la universidad en latín, In Lumine Tuo Videbimus Lumen («En tu luz veremos la luz»; Salmos 36:9).

### Texto y definición
Actualmente, en el contorno del sello aparecen en letra mayúscula las palabras SIGILLVM COLLEGII COLVMBIAE NOVI EBORACI (en español, Sello del College de Columbia de Nueva York).
Este texto ha sido objeto de varias alteraciones desde la adopción del sello, reflejando los cambios en la condición de la institución. Anteriormente a la independencia de Estados Unidos, el texto rezaba SIGILLVM COLLEGII REG. NOV. EBOR. IN AMERICA (Sello del Colegio Real de Nueva York en América). Tras la independencia, la palabra «Real» cambió por la de «Columbia». Entre 1784 t 1787, bajo la primera Junta de Rectores, la institución pasó a ser universidad estatal del estado de Nueva York, cambando el texto en UNIVERSITAS STATIS NOVI EBORACI (universidad estatal de Nueva York). Cuando recuperó su condición de universidad privada, volvió a recuperar el texto anterior. Dicho texto no cambió, sin embargo, cuando el estatus de la institución cambió en 1896 de college a universidad, manteniendo la palabra college en su sello actual.

### Representaciones
Reproducciones del sello están presentes en varios puntos del campus de la universidad, entre los que destaca la grabada en relieve en el dorso de la famosa estatua Alma Mater, en el vestíbulo de la Low Memorial Library. También existen varias representaciones en la biblioteca Butler. Adicionalmente, el sello sirve como elemento decorativo en la estación de metro neoyorquino de la Calle 116–Universidad de Columbia.
El grabado del sello en la estatua Alma Mater lo dispone en forma de un escudo de armas, sostenido por dos niños desnudos (como los del sello) con antorchas en sus manos, que sirven de soportes, mientras que una corona real aparece en su timbre y, por debajo, ramas de olivo y laurel y una banda de pergamino inscrita.
Sin embargo, no se trata del escudo de armas de la Universidad de Columbia, que, a diferencia de otros casos, es del todo distinto (siendo lo habitual que el escudo —o una variedad del mismo— esté ubicado dentro del sello).

## Escudo de Armas

### Descripción
El escudo de la Universidad de Columbia consiste de un blasón de color azur con tres coronas reales de color argén, divididas por un chevrón de color celeste. Cada una de las coronas contiene tres cruces.
En la banda de pergamino debajo del blasón aparece en letra mayúscula el lema de la universidad (el mismo citado del libro de Salmos que en el sello): IN LUMINE TVO VIDEBIMVS LVMEN (En tu luz veremos la luz).

### Historia
Contrariamente a la antigüedad de la institución y su sello oficial, el escudo de Columbia es uno de los elementos representativos más recientes de la universidad, habiendo sido adoptado en 1949. Fue diseñado por tres personas, a saber, el curador de los archivos de la universidad, Milton Halsey Thomas, el secretario de la universidad (jefe de la administración), Phillip M. Hayden, y el experto en heráldica Harold H. Booth. Su objetivo fue crear un emblema que fuera más fácil de representar y usar como elemento decorativo que el complicado diseño del sello. El uso de los colores azul y blanco se debe al tratarse de los colores tradicionales de la institución, derivados de dos de las sociedades más emblemáticas de la universidad y de Estados Unidos. 
El chevrón se copió del escudo de armas personal de Samuel Johnson (primer rector de la universidad), y las coronas corresponden a uno de los símbolos más antiguos de la universidad, remontando a los años anteriores a la declaración de independencia, cuando esta funcionaba como colegio real (King's College). La imagen de la corona real con las tres cruces es el elemento más representativo de la identidad corporativa de la universidad, y puede variarse ligeramente según la escuela o facultad.